# Hydraena decipiens
Hydraena decipiens är en skalbaggsart som beskrevs av Peter Zwick 1977. Hydraena decipiens ingår i släktet Hydraena och familjen vattenbrynsbaggar. Inga underarter finns listade i Catalogue of Life.